# Kasper Popiel
Kasper Popiel herbu Sulima – chorąży wiślicki  w latach 1789-1794, stolnik wiślicki w latach 1787-1789, podczaszy wiślicki w latach 1785-1787, podstoli wiślicki w latach 1782-1785, cześnik wiślicki w latach 1779-1782, wojski mniejszy wiślicki w latach 1777-1779, skarbnik wiślicki w latach 1776-1777, członek konfederacji targowickiej w powiecie wiślickim w 1792 roku.
Był komisarzem Sejmu Czteroletniego z powiatu wiślickiego województwa sandomierskiego do szacowania intrat dóbr ziemskich w 1789 roku. 